# Facebook Messenger
Facebook Messenger is een dienst voor instant messaging, verbonden aan de sociaalnetwerksite Facebook. Het is opgericht op 9 augustus 2011.
Facebook Messenger ondersteunt naast tekstberichten ook audioboodschappen en (video)bellen via het internet. Het is in enkele jaren uitgegroeid tot een groot (chat)netwerk van zo'n 900 miljoen actieve gebruikers (april 2016). Een bekende concurrent is de groeiende Telegram Messenger. WhatsApp is een gelijkaardige dienst.

## Vormen
Met de functionaliteit van Facebook is het mogelijk via de website berichten uit te wisselen met andere Facebookgebruikers. Daarnaast is er een app voor smartphones en tablets in onder meer de Apple App Store en Google Play.

## Functies
Kort na de lancering was de app beperkt tot het versturen van berichten, foto's en video's. Anno 2016 biedt deze onder andere groepchats, plaatjes ("stickers") en de mogelijkheid om te bellen.
Messenger Lite is een lichtgewicht variant die ook ontwikkeld wordt door Facebook.